# Abdelouahed Belkeziz
 (juillet 2012).
Si vous disposez d'ouvrages ou d'articles de référence ou si vous connaissez des sites web de qualité traitant du thème abordé ici, merci de compléter l'article en donnant les références utiles à sa vérifiabilité et en les liant à la section « Notes et références ».
Abdelouahed Belkeziz (en arabe : عبد الواحد بلقزيز), né le 5 juillet 1939 à Marrakech et mort le 19 octobre 2021 à Rabat, est un homme politique marocain. Il est ministre de l'Information dans le gouvernement Bouabid I puis après un remaniement, il obtient le portefeuille de l'Information et de la Jeunesse et des Sports dans le gouvernement Bouabid II.

## Biographie
Abdelouahed Belkeziz a passé son école primaire au collège Sidi Mohammed à Marrakech avant de partir à Rabat, où il a continué son éducation au lycée Moulay Youssef. Il possède un doctorat obtenu à l'université de Rennes.
Il devient en 1963 secrétaire général du conseil de l'université Mohammed V.
De 1977 à 1979, il a été ambassadeur à Bagdad, en Irak.
Du 30 novembre 1983 au 11 avril 1985 Il est ministre des Affaires étrangères dans le gouvernement Lamrani III succédant à M'hamed Boucetta,.
Il a été doyen de l'Université Hassan II Ain Chok de Casablanca (1985-1992), de l'Université Ibn Tofail de Kénitra (1992-1997).
Entre 1997 et 2000, il est président de l'Université Mohammed V de Rabat.
De 2001 à 2004, il a été secrétaire général de l'Organisation de la conférence islamique (OCI).

## Décès
Il décède à Rabat le 19 octobre 2021 à l'âge de 82 ans,,,.

## Décorations
- Commandeur de l'ordre du roi Abdelaziz (1979)
- Grand-croix de l'ordre du Mérite civil (Espagne) (1979)
- Commandeur de l'ordre de l'Empire britannique (1980)
- Grand officier de l'ordre du Mérite (Sénégal) (1981)
- Grand officier de l'ordre national du Mérite (1983)
- Grand-croix de l'ordre de Rio Branco (1984)
- Commandeur de l'ordre du Trône (1994)

## Publications
- International Private Law on the Nationality in Arab States 1962. 1963
- Private Law on the Possession in Moroccan Private Law, and in Compared Law
- La possession en droit privé marocain, Rabat, Éditions La Porte, coll. de la Faculté des sciences juridiques, économiques et sociales, Série de Langue française, 1968, 190 p.[9] (édition commerciale de sa thèse de Rennes ?)